# Ludwigskirche (Freiburg im Breisgau)

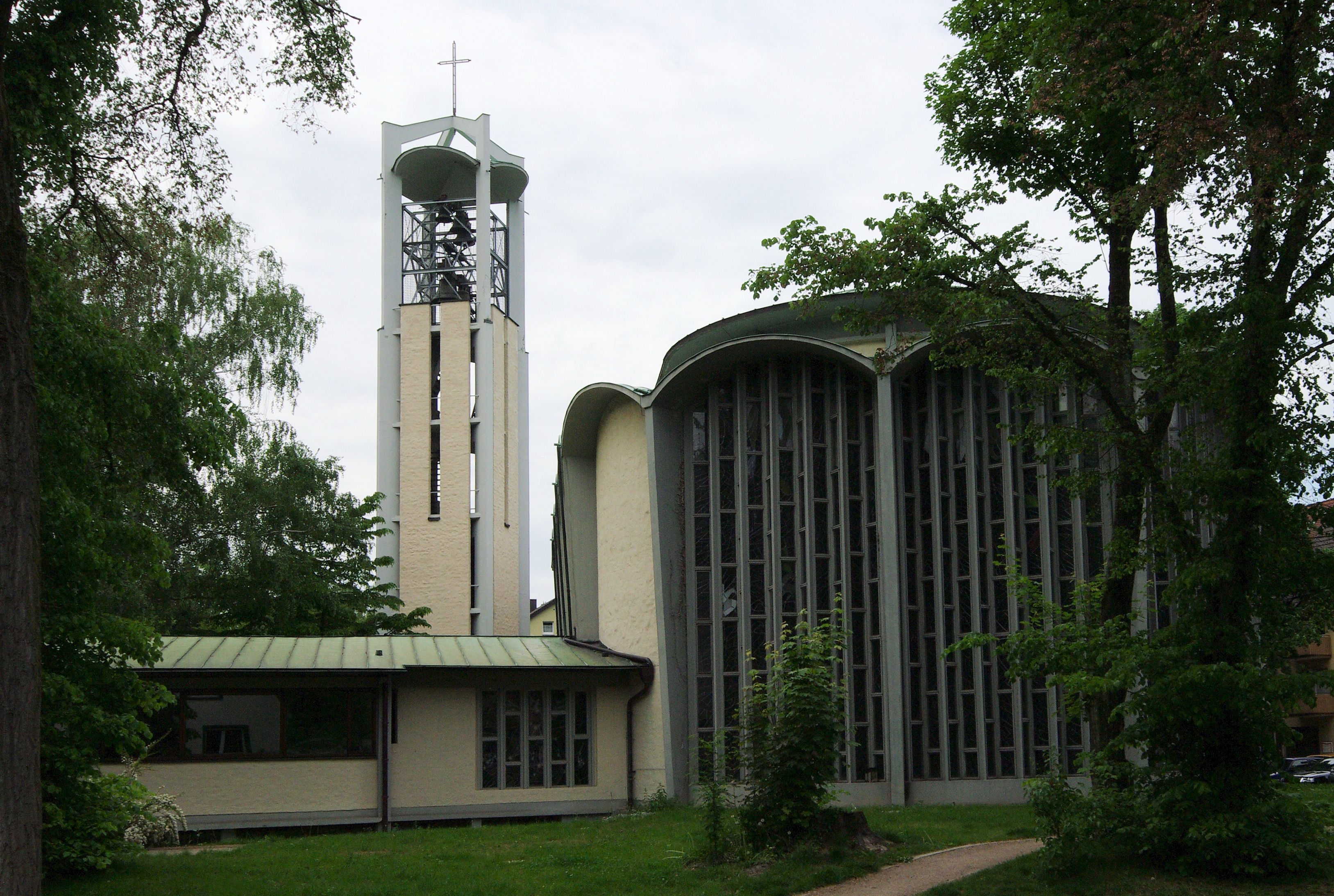
Die neue Ludwigskirche, Ansicht von Osten

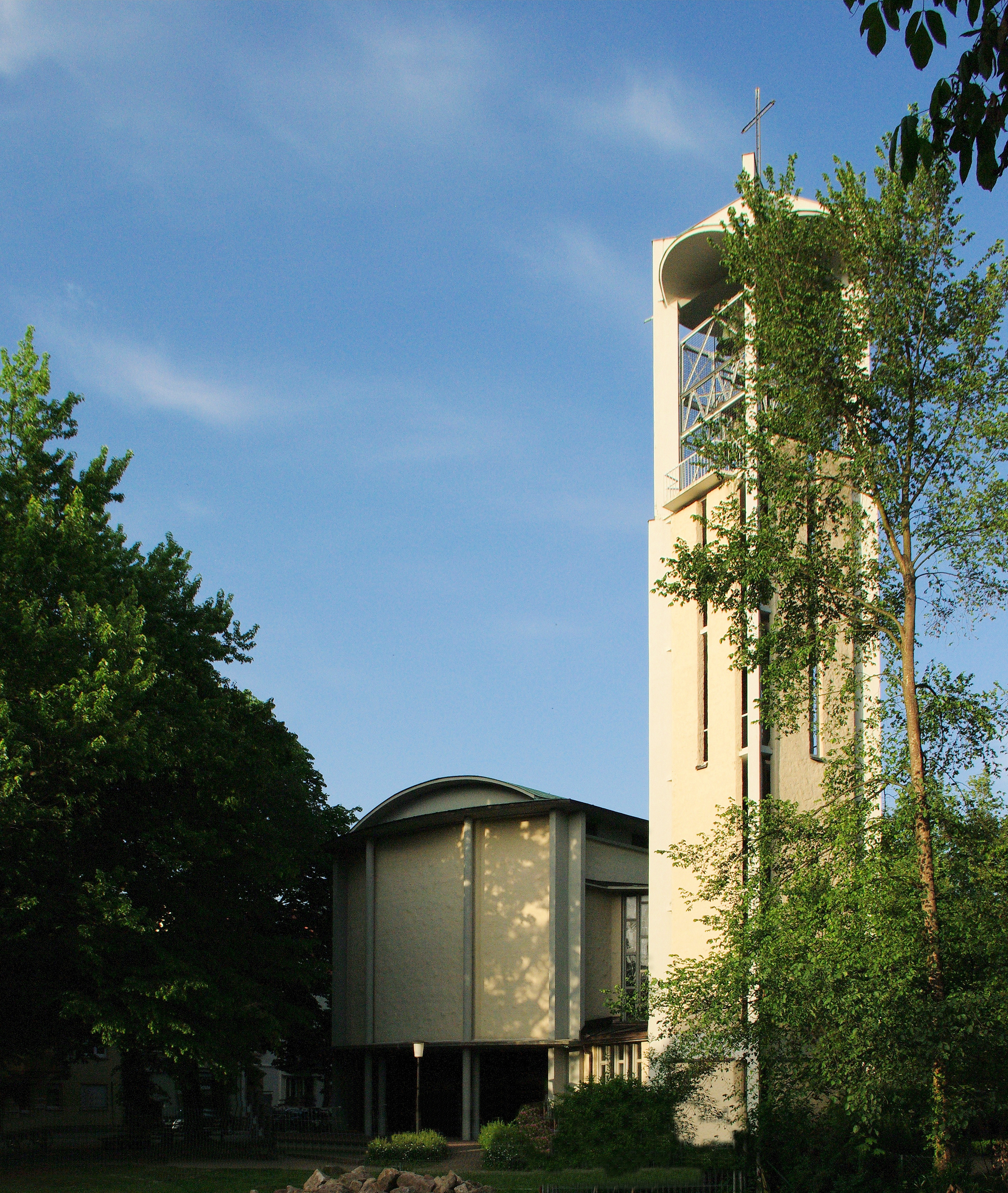
Haupteingang und Turm

Die Ludwigskirche in Neuburg, einem Stadtteil von Freiburg im Breisgau, ist das Gotteshaus der evangelischen Ludwigsgemeinde. Die in der Starkenstraße befindliche Kirche grenzt unmittelbar an den Alten Friedhof an und ist nach Großherzog Ludwig I. benannt, der die alte, 1944 durch Bomben zerstörte Ludwigskirche hatte erbauen lassen, die an der heutigen Habsburgerstraße/Ecke Rheinstraße gelegen war. Der Stadtteil Neuburg wird oftmals fälschlicherweise Herdern zugeordnet, da der Begriff Neuburg in der Bevölkerung nicht sehr verankert ist.

## Alte Ludwigskirche

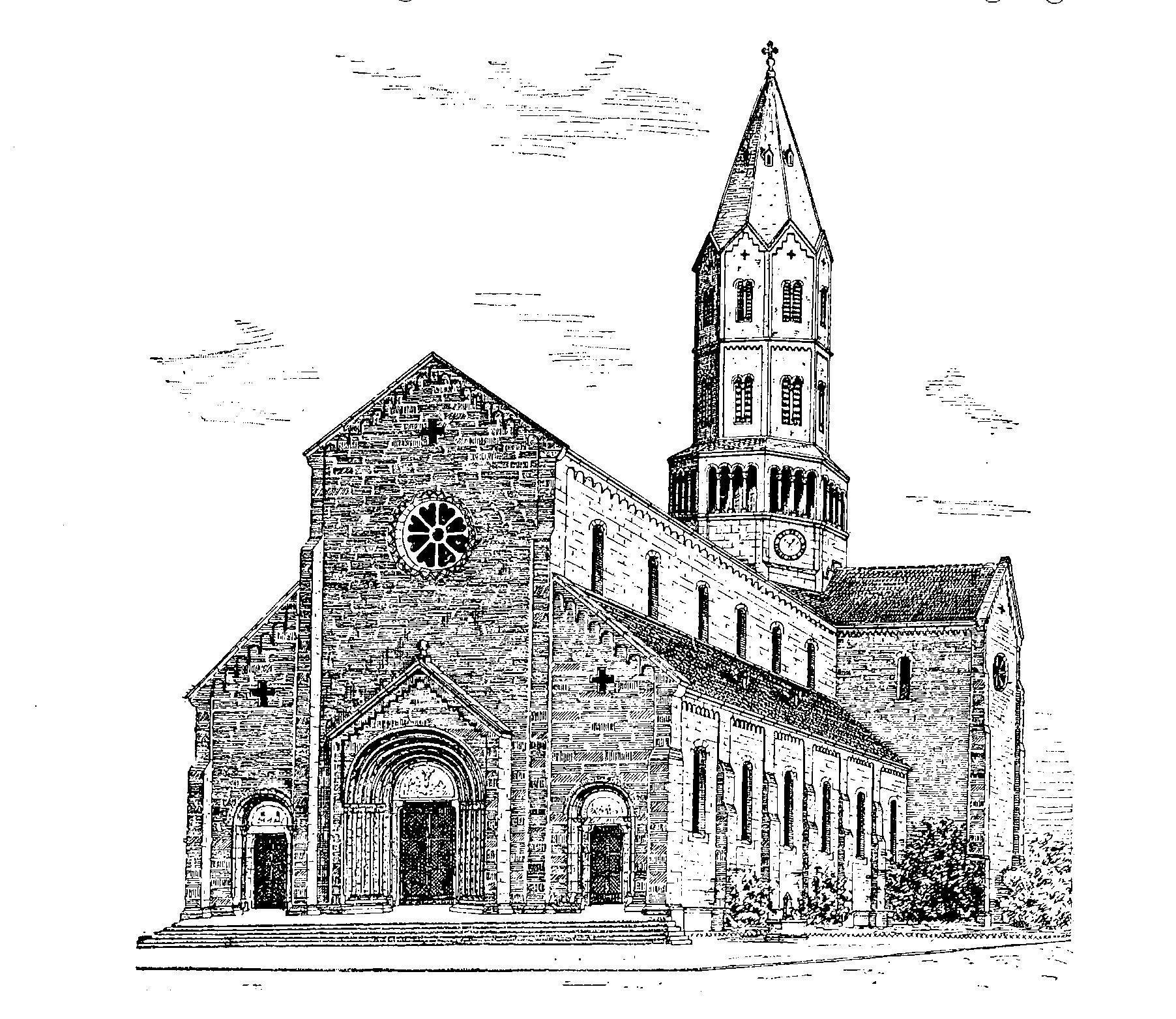
Die alte Ludwigskirche

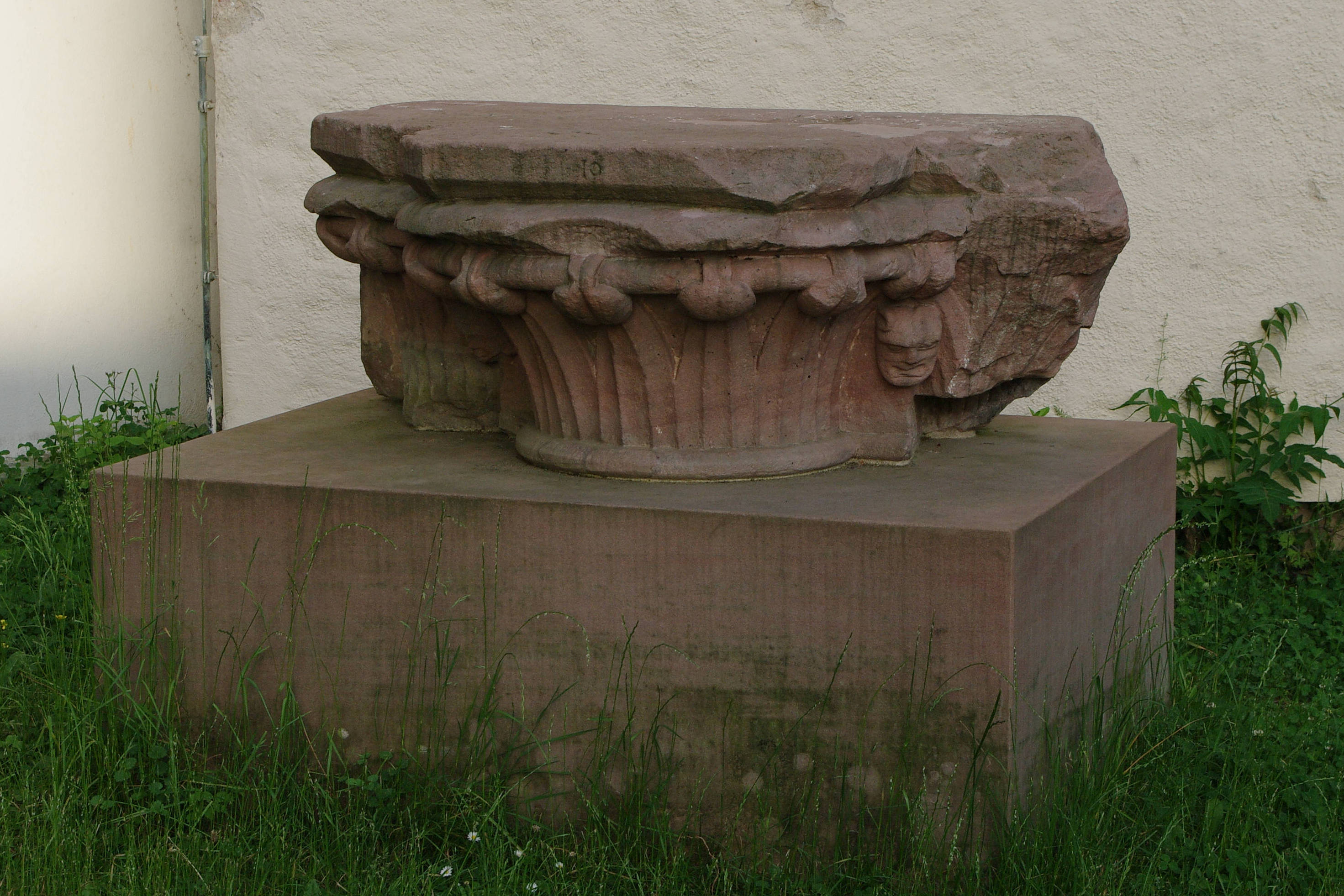
Der größte bekannte Rest aus der alten Ludwigskirche. Eine Kapitellgruppe mit Knospenkapitellen und eingesetzten Köpfchen von der Innenseite des Hauptportals. Frühgotisch um 1220

Freiburg im Breisgau, das bis 1806 zu Österreich gehörte, war bis zu diesem Zeitpunkt überwiegend katholisch. Bereits während des Dreißigjährigen Krieges, als Freiburg von schwedisch-weimarischen Truppen besetzt war (1632 und 1638–1644), wurden auch evangelische Gottesdienste gehalten. Danach gehörten die wenigen evangelischen Christen zur Kirchengemeinde Haslach, da dieser Ort zur Markgrafschaft Baden-Durlach gehörte und damit lutherisch war. Die evangelischen Christen von Freiburg wurden auch auf dem Friedhof von Haslach beerdigt.
Nach dem Anfall Freiburgs an das Großherzogtum Baden wurde 1807 eine Pfarrstelle eingerichtet, die mit einer Universitätsprofessur verbunden wurde. Der erste evangelische Stadtpfarrer Gustav Friedrich Wucherer war Professor für Physik. Zunächst wurde für die Gottesdienste das ehemalige Allerheiligen-Kloster in der Pfaffengasse (heute Erzbischöfliches Ordinariat Freiburg in der Herrenstraße) benutzt.
Die Stadt Freiburg wollte sich bei Ludwig I. für seine Verhandlungen mit dem Vatikan bedanken, in deren Folge 1821 das Erzbistum Freiburg gegründet wurde. Hierzu stellte der Stadtrat 15.000 Gulden zur Errichtung eines Denkmals zur Verfügung. Ludwig wollte diese Summe allerdings zur Einrichtung einer evangelischen Kirche nutzen.
Nachdem Überlegungen, eine neue Kirche im klassizistischen Stil zu erbauen, verworfen worden waren, schenkte Großherzog Ludwig der evangelischen Gemeinde die Kirche des ehemaligen Klosters Tennenbach und beauftragte Heinrich Hübsch mit der Planung der Ludwigskirche. Das Münster „Unsrer lieben Frau zu Tennibach“ war um 1180 bis ca. 1230 nach dem Vorbild der Primarabtei des Zisterzienserorden Fontenay in Burgund erbaut worden und stand nach der Säkularisation des Klosters (1806) leer.
Friedrich Eisenlohr wurde 1829 mit der Aufmessung der Abteikirche beauftragt und überwachte die Abbrucharbeiten in Tennenbach. Zuvor mussten am 10. Dezember 1829 die Gebeine der Markgrafen von Baden sowie der Fürsten zu Fürstenberg in das Freiburger Münster überführt werden:

„In ewiger Erinnerung sind Egenon, Markgraf von Urach und von Freiburg / gestorben am 12. Januar 1236 / Agnes, die Gräfin von Hochberg / die Tochter der Gräfin von Hohenberg / gestorben am 18. April 1315 / Otto, Graf von Hochberg / gestorben am 22. Juli 1386 / die Gestorbenen / deren Überreste mit Denkmälern / auf Befehl des heiligsten und mächtigsten / Ludovicus Guilielmus Augustus / des großen Führers Badens / des Führers der Zähringer / diesem ist gleichsam Ruhe / einst aus dem Kloster Tennenbachens / in diesen besten Tempel der Zähringer / für den Herrn gebracht worden sind / am 10. Dezember 1829.“

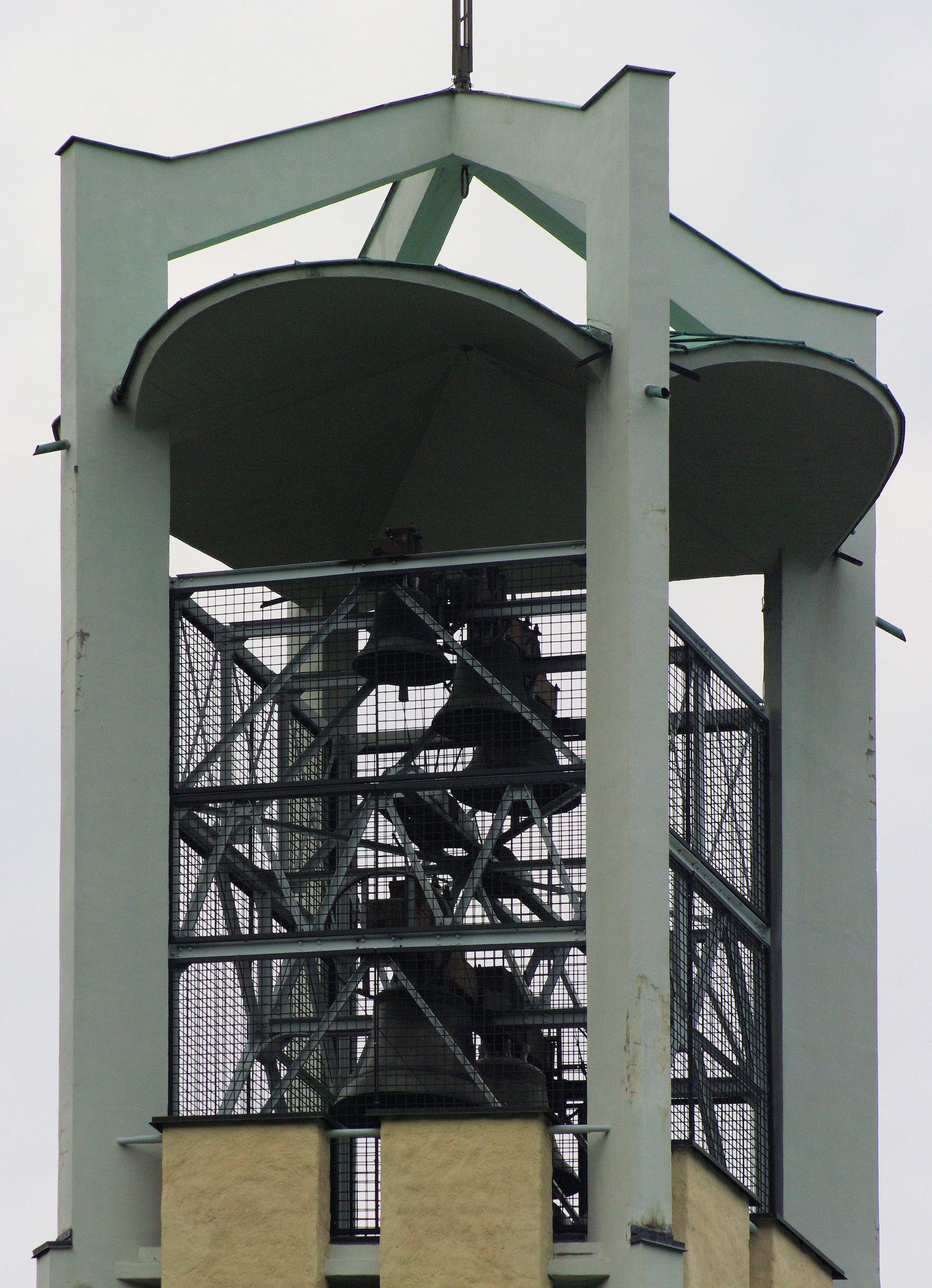
Neue Ludwigskirche, Glockenstuhl

Die Klosterkirche wurde ab 1829 Stein für Stein abgetragen und in Freiburg an der Ecke der heutigen Habsburgerstraße und der Rheinstraße als erster eigener Kirchenbau der noch jungen evangelischen Gemeinde in der Stadt wieder errichtet. Die Kirche in Freiburg hatte von der Bauweise her wenig mit der Abteikirche gemein, was beispielsweise an der unterschiedlichen Nutzung lag: In Tennenbach war es eine Klosterkirche, die sieben Mal am Tag den Riten, liturgischen Gesängen und Gebeten der Mönche einen würdigen Raum gab; in Freiburg sollte diese Kirche einer großen Gemeinde bei guter Akustik Platz bieten. Hübsch legte des Weiteren besonderen Wert darauf, dass der nach seiner Empfindung rein romanische Stil der Tennenbacher Kirche an ihrem neuen Standort von späteren, insbesondere gotischen Zutaten bereinigt wurde, indem alle spitzbogigen gotischen Fenster durch neoromanische Rundbogenfenster oder Rosenfenster ersetzt wurden. Gegenüber Tennenbach wurde die Ludwigskirche verkürzt sowie im Grundriss verbreitert und erhielt neben einer stark veränderten Einwölbung im Inneren eine völlig neue Fassade mit einem zusätzlichen Portal. Der neue von Hübsch entworfene ca. 60 Meter hohe Vierungsturm war besonders auf seine städtebauliche Wirkung angelegt.
Nach vielen Schwierigkeiten, die während der Bauphase zu überwinden waren, wurde die Ludwigskirche am 26. Juni 1839 eingeweiht. Im Jahr 1856 wurde im Auftrag des Großherzogs Leopold im Chor ein Altarbild durch den Hofmaler Wilhelm Dürr gestaltet.
In der Zeit des Nationalsozialismus war die Ludwigskirchengemeinde unter Pfarrer Johannes Friedrich (Fritz) Kölli (1900–1942) ab 1934 ein Zentrum der nationalsozialistischen Deutschen Christen (DC). Auf deren Einladung besuchte Reichsbischof Ludwig Müller auf seiner „Badenfahrt“ am 26. April 1935 Freiburg und hielt in der Städtischen Festhalle eine propagandistische Kundgebung ab; das Schlusswort sprach Pfarrer Kölli von der Ludwigskirche, wo am Vormittag bereits ein Gottesdienst mit Müller als Prediger stattgefunden hatte.
In der Bombennacht vom 27. November 1944 wurde die Alte Ludwigskirche völlig zerstört. Etliche Steine der Alten Ludwigskirche wurden bei der Enttrümmerung gerettet und als Erinnerungsstücke in den Neubau in der Starkenstraße integriert oder sie sind dort auf dem Kirchplatz aufgestellt. Teile der Kriegstrümmer wurden in der Nimburger Bergkirche für den Altar genutzt.

## Neue Ludwigskirche

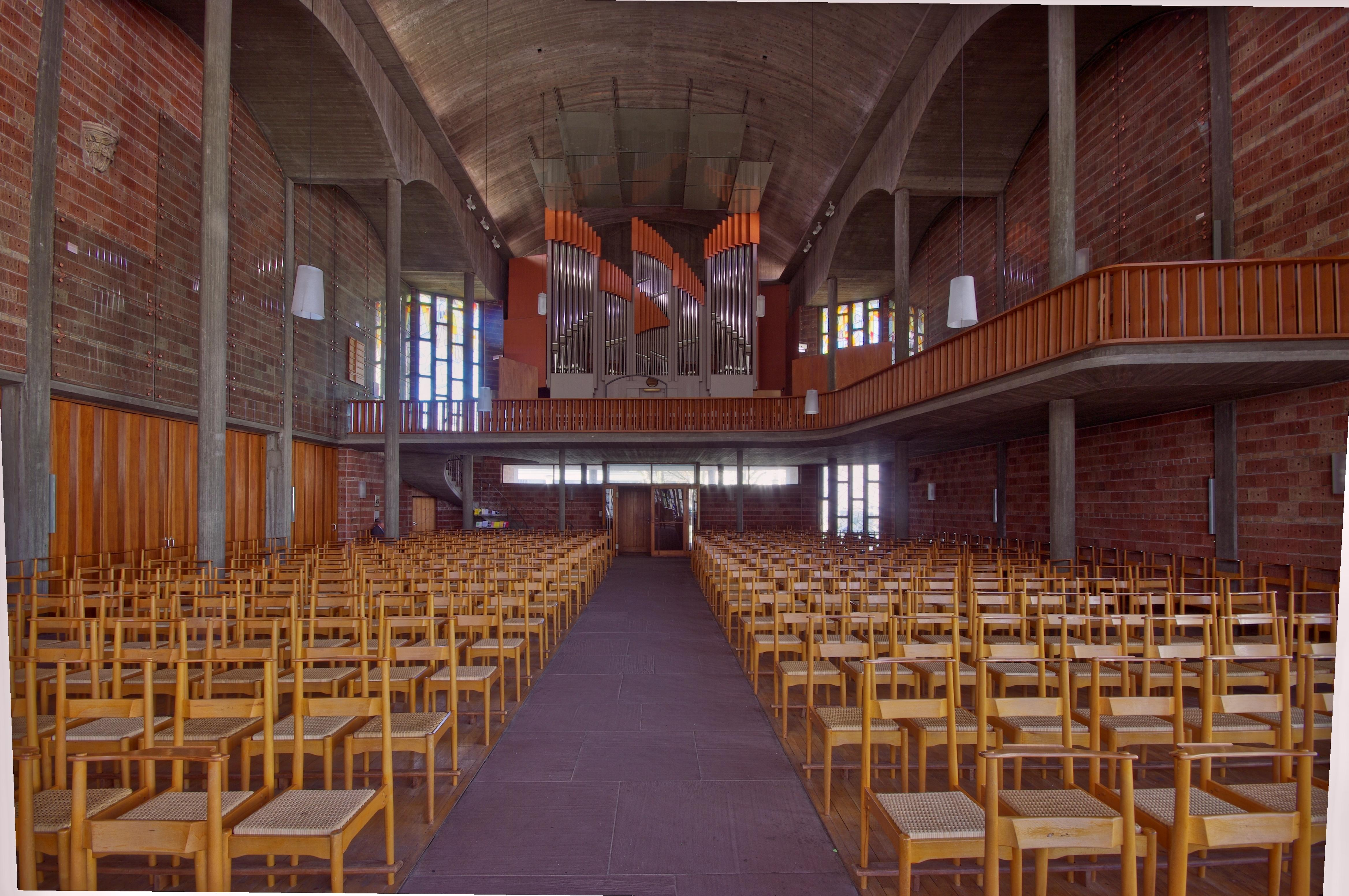
Innensicht Richtung Orgel

Nach verschiedenen Vorüberlegungen wurde Horst Linde mit dem Bau der neuen Ludwigskirche beauftragt.  Sie wurde zwischen 1952 und 1954 an anderer Stelle, nördlich des Alten Friedhofs, errichtet.
Das moderne Bauwerk ist ein Skelettbau aus Schalbeton in Form einer Hallenkirche. Ein Teil der Außenwände im Altarbereich und auf der Nordseite ist verglast nach Entwürfen des Glaskünstlers Harry MacLean. Die übrigen Wände bestehen aus unverputzten Lochziegeln in Rot und Gelb. Eingefügt wurden zudem einige aus der Ruine der zerstörten Ludwigskirche geborgene Fragmente wie etwa der Teil aus einem romanischen Rundbogenfries, auf dem die Altarplatte aufliegt. In die Innenwände sind auch Fragmente von Konsolen und Kapitellen eingelassen. Damit blieben einige wenige Reste der ehemaligen Tennenbacher Klosterkirche erhalten. 1994 wurden die Wände teilweise mit Glasplatten versehen, um die Akustik für musikalische Veranstaltungen zu verbessern – für das Predigtwort war die Akustik ideal gewesen.
Der nahezu frei stehende Glockenturm in Form eines Campanile hat ein nach außen offenes Glockengeschoss mit einem stählernen Glockenstuhl.
Im Jahr 1995 erhielt die Ludwigskirche, in der Kirchenmusik besonders gepflegt wird, eine neue, von Mathis Orgelbau erbaute Orgel mit 41 Registern auf drei Manualen und Pedal. Sie ersetzt ein zweimanualiges Instrument mit 31 Registern, das 1954 von der Firma E. F. Walcker & Cie. gebaut worden war. Titularorganist war von 2012 bis 2016 Martin Schmeding. Die Ludwigskirchengemeinde ist Sitz der Freiburger Kantorei.